# Howard S. Coleman
Howard S. Coleman (* 10. Januar 1917 in Everett, Pennsylvania, Vereinigte Staaten; † 29. Oktober 1996 in Arlington, Virginia, Vereinigte Staaten) war ein US-amerikanischer Physiker, Forscher, Hochschullehrer und Oscar-Preisträger.

## Leben und Wirken

### Herkunft, Ausbildung und erste berufliche Schritte
Der Sohn eines Bäckers hatte einen Bruder und eine Schwester und studierte Ende der 1930er, Anfang der 1940er Jahre Physik an der Pennsylvania State University. Noch während des Studiums heiratete Coleman 1941 das erste Mal und erlangte seinen Doktorgrad im selben Jahr. Nach seinem Studienabschluss holte ihn die Pennsylvania State University zu sich, wo er erstmals zu unterrichten begann. Seit 1945 war Coleman Mitglied der Optical Society of America. 1947 wechselte er für vier Jahre an die University of Texas at Austin, wo er weiterhin lehrte. Er bekam dort sein eigenes Labor gestellt, das „The Naval Research Laboratory in Optics“, und publizierte in Texas eine Reihe von Schriften, die sich Themenkreisen rund um die Optik widmeten. Da dieser Bereich auch für das US-Militär von großem Interesse war, erhielt Coleman offizielle Unterstützung vom Office of Naval Research. In dieser Zeit veröffentlichte er über 200 Schriften zu den Themen Optik, Physik, Metallurgie, Astronomie, Chemie, Fotografie und Aerodynamik.

### Forschungstätigkeiten und Auszeichnungen
Nachdem er 1951 diese zweite Universitätskarriere beendet hatte, wurde Coleman zum Leiter der Forschungsabteilung der Firma Bausch-Lomb Optical Company verpflichtet und schließlich zu deren Vizepräsidenten bestellt. Hier unterstand ihm der Bereich Forschung und Ingenieurswesen/Technik. Colemans Leistungen im Optik-Sektor brachten dem weiterhin bei Bausch-Lomb beschäftigten Coleman 1956 seinen ersten Technik-Oscar (für die Entwicklung von CinemaScope-Linsen, deren Entwicklung er geleitet hatte) ein. 
1960 folgte eine weitere Auszeichnung mit dem Akademiepreis, der diesmal zu gleichen Teilen an Coleman, A. Francis Turner, Harold H. Schroeder, James R. Benford und Harold E. Rosenberger (allesamt Bausch & Lomb Optical Co.) „für den Entwurf und die Entwicklung des Balcold-Projektionsspiegel“ ging. 1963 wurde Coleman zum Chef der Physik-Forschungsabteilung der in Washington D.C. angesiedelten Firma Melpar berufen, ein Jahr später war er bereits Dekan an das College of Engineering der Arizona University. Hier blieb er bis 1968 und ging in diesem Jahr nach Washington D.C., wo er als Assistant Secretary for Conservation and Renewable Energy am Office of Solar Heat Technologies Solar Thermal Technology Division wirkte. Nebenbei war Coleman auch als Leiter des Special Projects Center der University of Texas in El Paso tätig.